# Sally Pearson
Sally Pearson   (Sydney, 19 de setembre de 1986) és una atleta australiana, campiona olímpica i mundial, especialitzada en els 100 metres tanques.
Va començar a practicar l'atletisme en la infància, inspirada per la victòria de la velocista australiana Catherine Freeman en els 400 metres llisos dels Jocs Olímpics d'Estiu de 2000 de Sydney, i amb només 14 anys va conquerir el títol australià sub-20 dels 100 metres llisos. El 2002, va guanyar l'or en la prova del Campionat Mundial Júnior d'Atletisme realitzat a Sherbrooke, Canadà. El 2003, amb 16 anys, va representar Austràlia en el Campionat del Món d'atletisme de París, formant part de l'equip de 4×100 metres relleus. El 2007, va continuar competint en 100 metres i en 100 metres tanques, disputant en les dues modalitats el Campionat Mundial d'Atletisme de Osaka, al Japó, sense aconseguir medalles.
A partir de 2008, es va dedicar només als 100 metres tanques i va conquerir la medalla de plata als Jocs Olímpics d'Estiu de 2008 de Pequín. En els Jocs de la Commonwealth de 2010 de Nova Delhi va competir en les dues proves, guanyant els 100 metres tanques, amb 12:67.
En l'inici de 2011, va vèncer els 100 metres i 200 metres llisos, i els 100 metres tanques del Campionat Australià d'Atletisme, la primera a aconseguir aquest fet en més de 40 anys. En el Campionat del Món d'atletisme de 2011 de Daegu, Corea del Sud, va ser campiona mundial dels 100 metres tanques, amb 12:28, el quart millor temps de la història de la prova. El novembre, va ser triada per la World Athletics 'Atleta de l'Any', la primera australiana a rebre el premi.
El 2012 va ser campiona mundial en pista coberta en el Campionat del Món d'atletisme en pista coberta de 2012 de Istanbul, Turquia. Sis mesos després, als Jocs Olímpics d'Estiu de 2012 de Londres va guanyar l'ornde 100 metres tanques on va derrotar per dos centésimos de segon i damunt de la línia d'arribada la campiona de Pequín 2008, Dawn Harper, dels Estats Units, establint nou rècord olímpic de 12:35.
El 2013, va conquerir la medalla d'argent de la prova en el Campionat Mundial d'Atletisme de Moscou, amb un temps de 12:50, la seva millor marca de l'any.